# Săcelu (gmina)
Săcelu – gmina w Rumunii, w okręgu Gorj. Obejmuje miejscowości Blahnița de Sus, Hăiești, Jeriștea, Magherești i Săcelu. W 2011 roku liczyła 1542 mieszkańców.